# A Day Without Rain
Albums de Enya
Paint The Sky With Stars
(1997) Amarantine
(2005)
A Day Without Rain est le 6e album de la chanteuse Enya sorti en 2000.
Cet album remporta en 2001 le Grammy pour le « Meilleur album New age » ; 14,2 millions d'exemplaires vendus.
Trois versions de A Day Without Rain ont paru. En plus de la version « classique » distribuée entre autres aux États-Unis et en Europe, la version canadienne comprend un morceau en plus, et la version japonaise en comprend deux.

## Titres
1. A Day Without Rain - 2:38
2. Wild Child - 3:47
3. Only Time - 3:38
4. Tempus Vernum - 2:24
5. Deora Ar Mo Chroí - 2:48
6. Flora's Secret - 4:07
7. Fallen Embers - 2:31
8. Silver Inches - 1:37
9. Pilgrim - 3::12
10. One by One - 3:56
11. The First of Autumn - 3:10
12. Lazy Days - 3:42

## Personnel
Crédits adaptés des notes de pochette de l'album.
Musique
- Enya – chant, claviers, synthétiseurs, percussions, arrangements, adaptation irlandaise